# Adpokalypsa

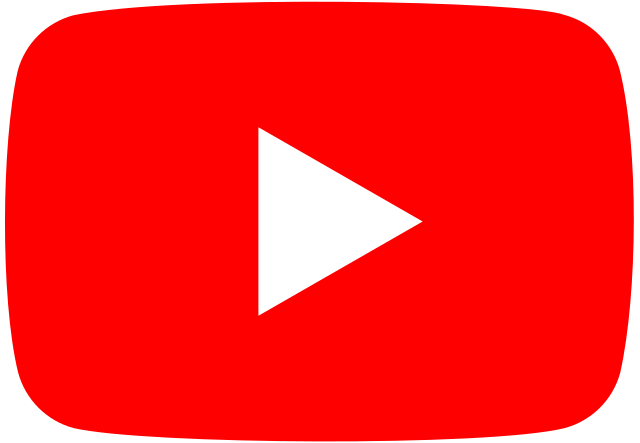
YouTube – největší internetový server pro sdílení videosouborů

Adpokalypsa je pojem internetového slangu, který vznikl v magazínu Forbes spojením prvních dvou písmen názvu reklamní služby AdSense/Adwords/Ads/Advertisement a slova apokalypsa. Jedná se o sled událostí, v důsledku kterých někteří velcí inzerenti opustili YouTube a současně mnoho kanálů nemohlo ze svých videí dostávat příjmy z reklam kvůli videím s obsahem nevhodným pro inzerenty, pro ostatní kanály to pak znamenalo výrazné snížení příjmů z reklam.

## Příčiny

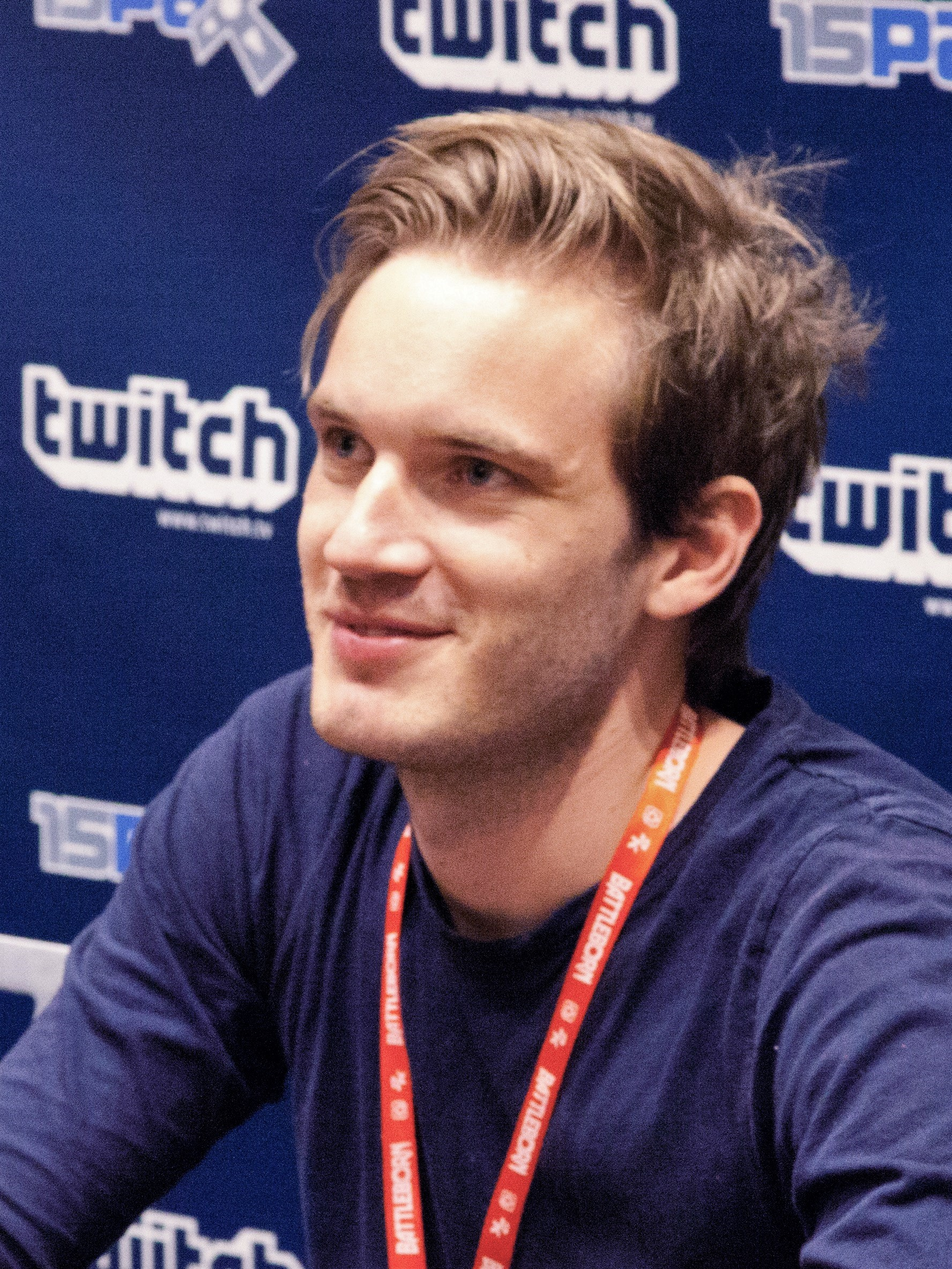
PewDiePie, vlastním jménem Felix Arvid Ulf Kjellberg

Web markething.cz uvádí dvě hlavní události, které vyústily až ve zmiňovanou Adpokalypsu.
Prvním impulzem bylo zveřejnění informace, že extrémistické skupiny jako je Hizballáh využívaly YouTube k propagaci terorismu a díky možnosti zpeněžení obsahu byla jejich činnost ještě financována z kapes inzerentů.
Za druhou událostí stál youtuber PewDiePie, který v únoru 2017 nahrál na svůj kanál snímek, ve kterém zaplatil dvěma mužům z rozvojové země, aby drželi nápis říkající „Death to all Jews“ (smrt všem Židům). v té době PewDiePie úzce spolupracoval se společností Disney’s Maker Studios, která ale následně spolupráci zrušila.

## Následky
Zjištění, že reklamy jsou zobrazovány u videí s takto kontroverzním obsahem, vedlo k hromadnému odstupování řady inzerentů od smluv s Googlem (od roku 2006 majitel serveru YouTube). Přidalo se přes 250 světových značek, mimo jiné společnosti McDonald’s, L’Oreál, Volkswagen, O2 nebo Tesco.
Vedle již zmiňovaného poklesu obratu v oblasti reklamy prostřednictvím služby AdSense/AdWords zavedla společnost Google nový algoritmus, který má za úkol každé nahrané video podrobit kontrole a zjistit, zda je vhodné pro inzerenty. 
Další (již pátá) vlna Adpokalypsy začala hrozit počátkem roku 2019. Problém popsal 18. února Matt Watson v souvislosti se zneužíváním funkce komentáře u videí, na kterých jsou zachyceny dětí. Google ve snaze zachránit co lze, zareagoval novou úpravou algoritmů pro kontrolu vhodnosti videí a další úpravou pravidel pro publikování videí, ale to opět vedlo k poklesu příjmů především nezávislých producentů videí, takže článek webu The Verge došel k závěru, že zlaté období YouTube je definitivně pryč.